# Burnt Cove-St. Michael's-Bauline East
Burnt Cove-St. Michael's-Bauline East est un district de services locaux de Terre-Neuve-et-Labrador, au Canada.
Burnt Cove-St. Michael's-Bauline East est situé dans l'Est de l'île de Terre-Neuve, sur la péninsule d'Avalon. Le village est accessible par la route 10.